# 14 × 33 mm R

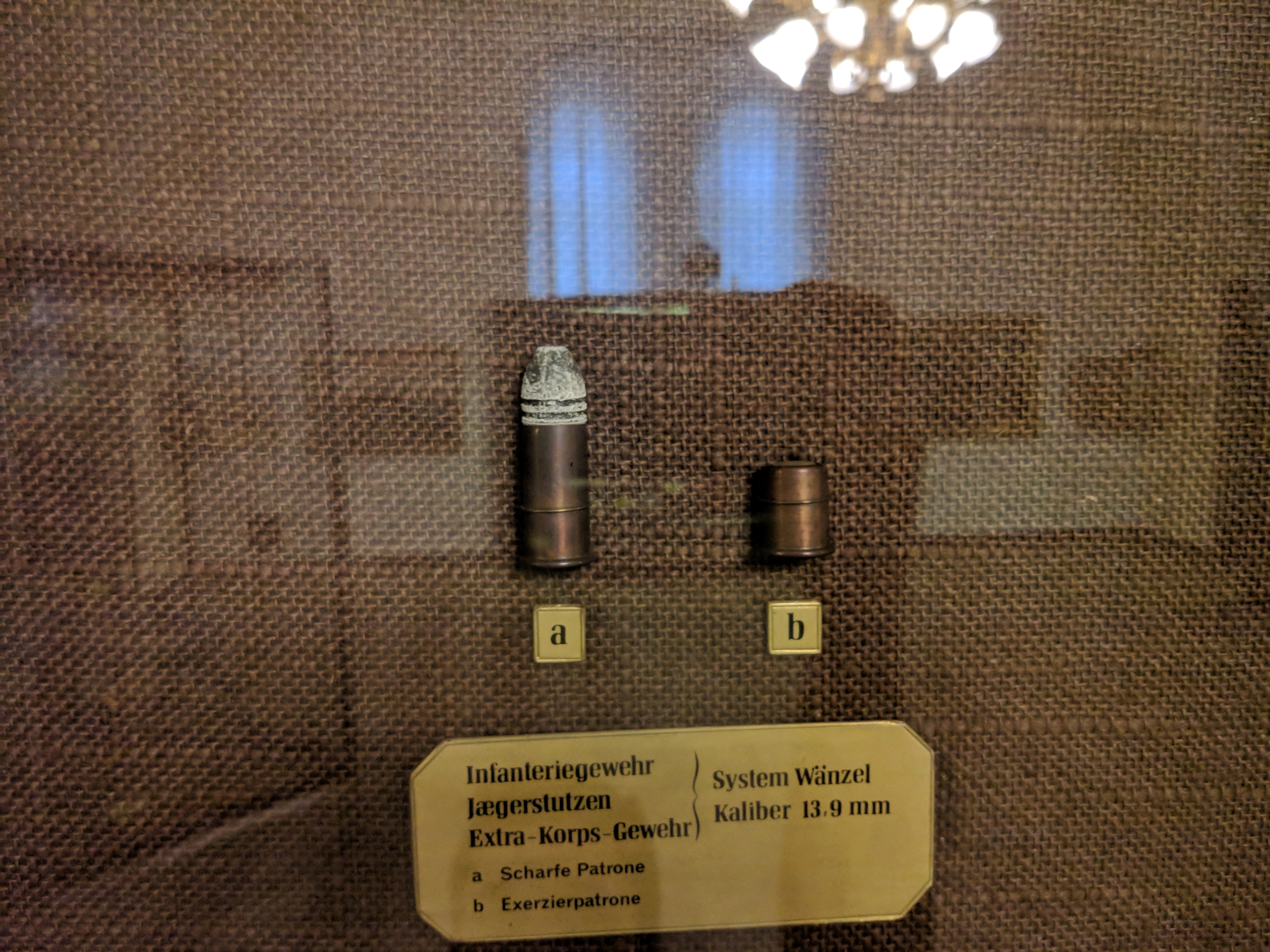
14-mm-Wänzl-Patronen

Die Randfeuerpatrone 14 × 33 mm R war die Munition des österreichischen Infanteriegewehrs M1854/67. Dieses Gewehr wurde von Franz Wänzel nach der Niederlage in der Schlacht von Königgrätz als Hinterladerkonversion der Vorderlader-Ordonnanzgewehre M1854 entwickelt. Wänzel entwarf ebenfalls die dazu passende Munition. Aufgrund dessen wird die Patrone auch als 14 mm Wänzel oder 14 × 33 mm Wänzel bezeichnet.

## Varianten
Zum Scheibenschießen wurden Wänzel-Gewehre auf Zentralfeuerzündung umgerüstet und für diese ab etwa 1885 eine Zentralfeuervariante der 14 × 33 mm R hergestellt. Diese Patronen wurden bis in die 1930er-Jahre hergestellt.